# هانا رايتش

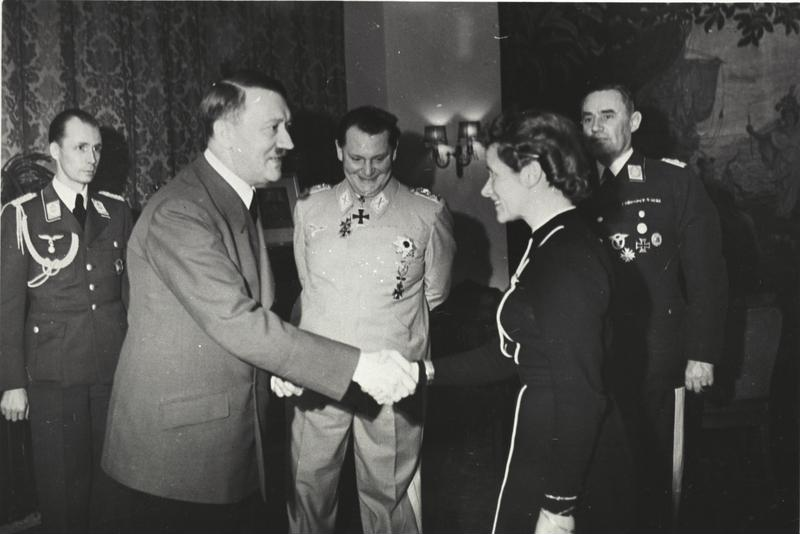
أودلف هتلر عندما كان يكافئها بالصليب الحديدى من الدرجة الثانية في مارس 1941

هانا رايتش (بالألمانية: Hanna Reitsch)‏ (ولدت 29 مارس 1912-توفيت 24 أغسطس 1979) وتعد أول امرأة ألمانية استطاعت قيادة الصاروخ الجوى والمروحيات والطائرات.
رايتش ولدت في هرشبيرغ، وكان والدها يعمل دكتور للعيون واعجب بهوسها بمجال الطيران، وكان يعتقد أنه سيعمل طبيب منتقل بين الدول في شمال أفريقيا. وبدأت رايتش تحليقها بالطائرات الشراعية في عام 1932 . وفي العام نفسه أيضا خرقت شركات الطيران الرقم القياسى العالمى. وقد تركت دراستها بكلية الطب في عام 1933 وذلك بسبب دعوة ولف هيرث لها من اجل تعلم الطيران بشكل كامل في بادن فورتمبيرغ.وفي عام 1934 حطمت الرقم القياسى للسيدات في العالم.
وفي عام 1937 أرسلت رايتش إلى مركز اختبار وفتوافا في ريتشلن-لارز بواسطة ارنست اودت. وخضعت للاختبار التجريبى في المشروع لطائرات 87 ستوكا ودورنير 17. وكانت رايتش هي أول امرأة تستخدم الطيارات الهليكوبتر، وكانت طائرة فا 61 واحدة من اقل الطائرات التي تستخدم. وقد كانت محبوبة جدا في الحزب وذلك بسبب مهاراتها في الطيران، وصفاتها الرقيقة والجذابة والدعاية التي حققتها لنفسها بداخل الحزب النازى.
وفي عام 1938 قد قامت برحلة طيران ليلا مستخدمة طائرة هليكوبتر اف دبليو 61 في دوتش لاند هالى في برلين، وقد قامت رايتش بالطيران بهذه الطائرة داخل قصر برلين للرياضة وكانت تتنقل بها في كل مكان، بسرعة 112 كيلو متر في الساعة وب 3.395 قدم وطيران على 230 كيلو متر وحققت بذلك الارقام القياسية الدولية.
ومنذ عام 1939أصبحت طيارة في السلاح الجوى.
وفي شتاء 1943-1944 بدأت في التطور باستخدام أنواع الطائرات والتدريب تحت القيادات الانتحارية وال1ى عينها اللفنتانت كولونيل اونو سكروزينى، وأصبحت بعد ذلك عضوا موسسا للمتطوعين الأوائل في ليونيداس سرب.
وأثناء الايام الأخيرة للحرب القائمة، تم إعادة مسؤوليات رئيس هيرمان غورينغ فتوافا هتلر وذلك من جميع القوى، ومقابل ذلك عينت رايتش كقائد للسلاح الجوى الألمانى مقابل الجنرال روبرت ريتر فون جيرم.
وبتجربة الطيران الطويلة والممتدة التي حققتها فقد بدأت بالتحليق بالطيران من ارتفاع منخفض من برلين وبواية براندنبورغ بالقرب من تيرجرتان، واصيبت في ساقها عندما أطلق عليها جنود الجيش الأحمر الرصاص.
وخلال القصف الروسي الشديد انتحر هتلر وذلك عن طريق تناول زجاجة صغيرة من السم.وقالت هانا رايتش معلقة على ذلك انها مستعدة للموت من اجل الحفاظ على البلاد، وهي متطوعة لذلك لحماية الفوهرر. وتحررت بعد ذلك بأوامر هتلر في مساء 28 أبريل من برلين.
وباختصار فقد كثفت النيران المضادة للطائرات السوفيتية من برلين قبل سقوط المدينة.وقالت رايتش أثناء اجتماعه مع كارل دوتيز عن قيامه هتلر بالطيران إلى فلنسبورغ. ذهب إلى جانب دونتيز ومن بعدها إلى كيتزبوهيل.
وفي 24 مايو 1945 فقد انتحر قائد السلاح الجوى العاشق المشير فون جريم. ولكن والدها جاء إلى مسقط رأسه في الايام الأخيرة من الحرب وقد قام البولنديين بطرده وقتلوا زوجته واخوته وبناته.
وتعد هانا رايتش هي الوحيدة في التاريخ العسكري الألماني التي حصلت على الدرجة الأولى من وسام الصليب الحديدي بعدما جرحت شديدا في عمليات مختلفة.
لكنه حرم عليها الاشتراك المباشر في الهجوم على العدو بسبب أهميتها للدعاية ورغم استعدادها
وفي أواخر الحرب تعهدت إنشاء ما يسمى بقوات التضحية الذاتية على غرار الكاميكازي الياباني. وسقطت هانا رايتش في الأسر عند الأمريكان مع انتهاء الحرب.

## بعد الحرب
قد قام الأمريكان باستجواب هانا رايتش على مدار 18 شهر عقب الحرب وبعد ذلك أطلق سراحها. وفي عام 1952 فازت بميدالية برونزية للمرة الثالثة وكانت هي المرأة الوحيدة التي تحصل على هذه الجائزة في المسابقة التي اقيمت في إسبانيا. وفي عام 1954 عملت اختبار للعمل كطيارة في معهد البحوث الألمانية للطائرات (Deutsche Versuchsanstalt für Luftfahrt)

## سفيرة النوايا الحسنةبألمانيا
وفي عام 1959 ذهبت إلى الهند بناء على دعوة من رئيس الوزراء الهندي جواهر لال نهرو. وهناك أسس قاعدة وشبكة من اجل الطائرات الشراعية. وفي عام 1961 دعها الرئيس الأمريكي جون كينيدى إلى البيت الأبيض وقام بتكريمها.

## السفر إلى أفريقيا
وفي الفترة من 1962-1966 تأسست مدرسة لتعليم الطيران الشراعى عقب دعوة الرئيس كوامى تكروما رئيس جمهورية غانا، وفي السبعينيات لم تسجل العديد من الرحلات الجوية في فئات مختلفة.

## وفاتها
قامت وسائل الاعلام بالبحث عن اسباب وفاتها حيث أنها ظلت تحلق بالطائرات في السماء حتى وفاتها. وفي عام 1979 بسبب مرورها بالازمات القلبية في فرانكفورت توفيت عن عمر يناهز ال 67 عام ودفنت في مقابر العائلة في سالزبورغ.

## وصلات خارجية
- هانا رايتش على موقع الموسوعة البريطانية (الإنجليزية)
- هانا رايتش على موقع مونزينجر (الألمانية)

- Hitler's Heroes: Hanna Reitsch (video) على يوتيوب
- The last interview على يوتيوب where she exclaims about Hitler's understanding in avionics: "I was deeply astonished about his interests"
- First woman test pilot على يوتيوب
- Hanna Reitch 1941 على يوتيوب testing the مسرشميت مي 163 jet plane
- Hanna Reitch على يوتيوب as depicted in the السقوط